# Heteronotus bullifera
Heteronotus bullifera är en insektsart som beskrevs av Hermann Burmeister. Heteronotus bullifera ingår i släktet Heteronotus och familjen hornstritar. Inga underarter finns listade i Catalogue of Life.